# Oleg Utejin
Oleg Utejin –en ruso, Олег Утехин– (24 de mayo de 1994) es un deportista ruso que compitió en natación. Ganó una medalla de plata en el Campeonato Europeo de Natación en Piscina Corta de 2012, en la prueba de 4 × 50 m estilos.

## Palmarés internacional
| Campeonato Europeo en Piscina Corta | Campeonato Europeo en Piscina Corta | Campeonato Europeo en Piscina Corta | Campeonato Europeo en Piscina Corta |
| Año                                 | Lugar                               | Medalla                             | Prueba                              |
| ----------------------------------- | ----------------------------------- | ----------------------------------- | ----------------------------------- |
| 2012                                | Chartres (Francia)                  | Medalla de plata                    | 4 × 50 m estilos                    |